# サラトガブリーダーズカップハンデキャップ
サラトガブリーダーズカップハンデキャップ（Saratoga Breeders' Cup Handicap）はアメリカ合衆国のサラトガ競馬場で行われていた競馬の重賞競走である。

## 概要
例年8月4週に行われていた距離1マイル4ハロン（約2011メートル）のG2競走である。かつてはサラトガカップの名で施行され、トラヴァーズステークスと共にサラトガ競馬場を代表する競走の一つであったが、年がたつにつれその権威は失われ、2005年にニューヨーク競馬協会の重賞賞金額の減額案に基づき、競馬番組改正に際してローレンスリアライゼーションハンデキャップ等と同時に廃止された。
1865年から行われている古い競走ではあるが、幾度かの開催休止があり、2005年までの140年間で87回施行された。1973年のグレード制導入時も休止中で、1988年に開催されたときはG3競走として施行された。1998年にG2競走に格上げされている。長い歴史の中で、連覇する馬も数多く見られ、特にエクスターミネーターは1919年から1922年まで4連覇している。

## 代表的な勝ち馬
- 1865年-1866年 Kentucky
- 1875年 Springbok&Preakness（同着）
- 1904年 Beldame
- 1915年 Roamer
- 1919年-1922年 Exterminator
- 1928年 Reigh Count
- 1930年 Gallant Fox
- 1931年 Twenty Grand
- 1933年 Equipoise
- 1938年 War Admiral
- 1943年 Princequillo
- 1945年-1946年 Stymie（1946年は単走）
- 1951年-1952年 Busanda
- 1998年 Awesome Again
- 2002年,2004年 Evening Attire
- 2005年 Suave